# Kill the Poor
Kill the Poor è il terzo singolo del gruppo musicale hardcore punk statunitense Dead Kennedys, pubblicato nell'ottobre 1980 dall'etichetta discografica Cherry Red. Il lato B del 45 giri è In-sight.
Il brano è stato scritto da Jello Biafra e East Bay Ray ed è stato estratto dall'album d'esordio del gruppo, Fresh Fruit for Rotting Vegetables.
Ha raggiunto la quarantanovesima posizione della classifica britannica dei singoli.

## Il brano
La canzone consiste in una provocazione satirica: un invito ad eliminare i disoccupati e le persone che vivono in condizioni di povertà mediante una bomba a neutroni, poiché l'utilizzo di questa arma, "bella, veloce, pulita ed efficace", libererebbe la società da questi "parassiti". Il testo del brano è stato spesso associato ad una ironica proposta fatta da Jonathan Swift nel XVIII secolo, simile nel contenuto. Pare che l'idea per il brano sia venuta da una vecchia intervista dei Devo alla fanzine Search & Destroy. Kill the Poor divenne il terzo singolo estratto dall'album. La versione singolo è un mix diverso della canzone rispetto a quella inclusa nell'album. Un'immagine del Congresso del Partito Repubblicano statunitense fu usata come pubblicità per il 45 giri.
Una versione speciale della canzone, intitolata "Disco Version", venne eseguita e registrata il 3 marzo 1979 e successivamente pubblicata sull'album dal vivo Live at the Deaf Club.

## Classifiche
| Classifica (1980) | Posizione raggiunta |
| ----------------- | ------------------- |
| Regno Unito       | 49                  |

## Cover
- La band metalcore statunitense The Agony Scene ha pubblicato una cover della canzone nell'edizione speciale del loro album Get Damned, uscito nel 2007.
- Il gruppo punk rock russo Pornofil'my hanno cantato una versione in russo della canzone, Нищих убивай, che è stata inclusa nel loro album del 2016 Russkaja mečta. Čast' II.
- Il gruppo heavy metal statunitense Trivium ha inciso una serie di cover durante le sessioni di registrazione del loro album del 2017 The Sin and the Sentence, che include anche Kill the Poor.